# Turn Me On (Riton x Oliver Heldens)
Turn Me On is een nummer van de Britse dj Riton en de Nederlandse dj Oliver Heldens uit 2019, ingezongen door de Brits-Amerikaanse zangeres Vula.
De melodie van het nummer is gesampled uit Don't Go van Yazoo, en de tekst bevat samples uit Doctor Love van First Choice. In "Turn Me On" zingt de ik-figuur dat hij ziek is van eenzaamheid, en vraagt hij aan 'Dr. Liefde' of hij hem kan genezen met liefde. Het nummer werd een hit in diverse Europese landen. In het Verenigd Koninkrijk en in de Vlaamse Ultratop 50 bereikte het nummer een bescheiden 12e positie, terwijl het in de Nederlandse Top 40 niet verder kwam dan een 22e positie.